# Fuji (mela)

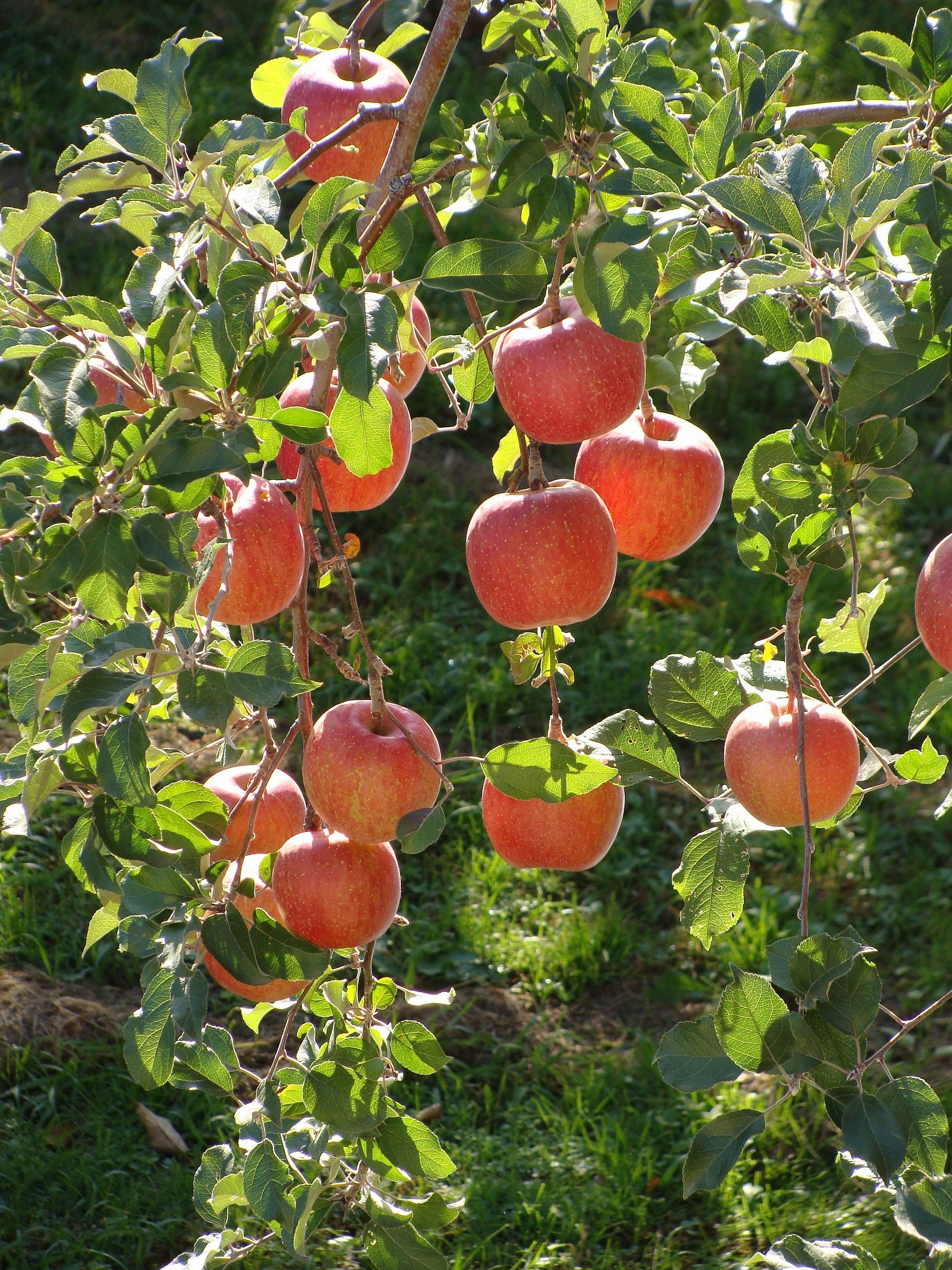
Un ramo carico di mele Fuji.

La Mela Fuji è una varietà di mela creata in Giappone negli anni trenta dai coltivatori della Tohoku Research Station (in giapponese 農林 省 園 芸 試 験 場 東北 支 場?) nella Provincia di Aomori e introdotto sul mercato negli anni '60 del XX secolo. Si tratta di un incrocio fra due tipi di mela diffusi in Nord America, le Red Delicious e le Virginia Ralls Genet (a volte citate come "Rawls Jennet").

## Nome
Il suo nome deriva dalla prima parte della città in cui è stata sviluppata, ovvero Fujisaki.

## Caratteristiche
La mela fuji appartiene al genere Malus, specie M. pumila. Ha forma tondeggiante, buccia colore rosso-rosato con parti gialle, polpa croccante e succosa, sapore dolce ed è ricca di fruttosio, tra il 9 e l'11% di zuccheri in peso. Le mele Fuji hanno una dimensione da grandi a molto grandi, con una media di 75 mm di diametro. Hanno una polpa densa più dolce e più croccante di altre cultivar di mele, rendendole popolari tra i consumatori di tutto il mondo.
Essendo una varietà tardiva è ideale per la coltivazione negli ambienti di pianura, dove le temperature rimangono alte più a lungo per tutto il mese di settembre. In Italia la zona di produzione si trova principalmente in bassa Val Venosta. La raccolta avviene ad ottobre ed è disponibile fino a fine giugno.

## Diffusione e consumo
In Giappone, le mele Fuji sono le mele maggiormente consumate. La prefettura di Aomori, luogo di nascita della mela Fuji, è la regione giapponese più nota per la coltivazione di questa varietà. Delle circa 900.000 tonnellate di mele giapponesi prodotte ogni anno, 500.000 tonnellate provengono da Aomori.
Al di fuori del Giappone queste mele godono di molta popolarità. Nel 2016 e 2017, le mele Fuji rappresentavano quasi il 70% delle mele coltivate della Cina. Dalla loro introduzione nel mercato statunitense negli anni '80, le mele Fuji hanno guadagnato popolarità tra i consumatori di quel paese e vengono coltivate in gran quantità. Lo Stato di Washington, dove viene coltivata più della metà del raccolto di mele degli Stati Uniti, produce circa 135.000 tonnellate di mele Fuji ogni anno, il terzo in volume rispetto alle varietà Red Delicious e Gala.